# 馬爾馬羅什山脈

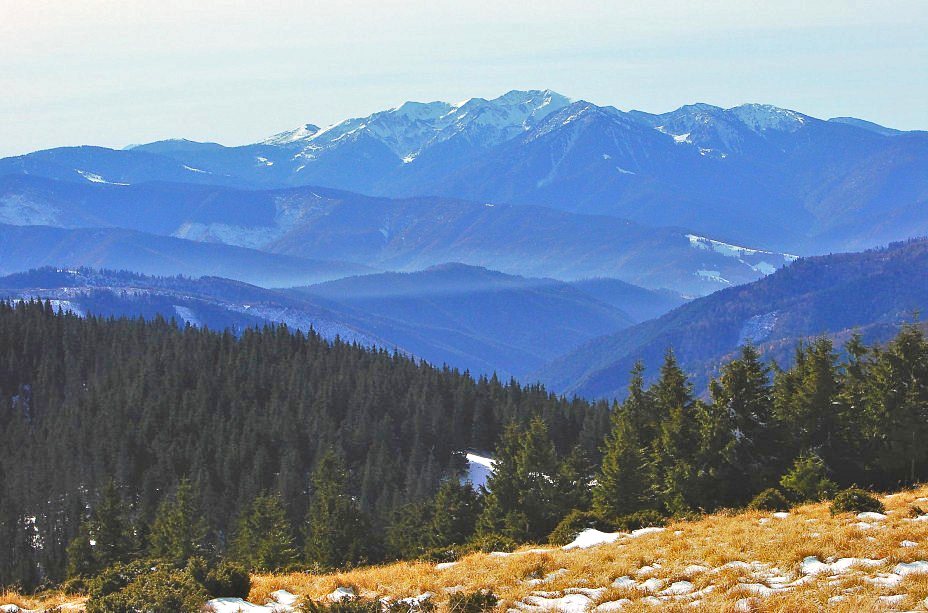

47°55′16.02″N 24°27′1.5″E / 47.9211167°N 24.450417°E
馬爾馬羅什山脈（羅馬化：Marmaroskyi masyv）是東歐的山脈，位於該國西部烏克蘭和羅馬尼亞接壤的邊境，屬於喀爾巴阡山脈的一部分，最高點海拔高度1,961米。